# Baaualpur
Baaualpur (Bahawalpur) é uma cidade do Paquistão localizada na província de Punjabe.